# 2000 twothousandxx
王泰翔（2000年11月28日—），早期藝名為2ØØØ，音樂平台名稱為 2000twothousandxx，為臺灣男歌手和製作人。

## 背景
王泰翔在2020年肄業於新北市私立莊敬高級工業家事職業學校，並在同年6月19日發佈了肄業歌《莊敬肄業喇淦！》。作品隨後在VS MEDIA的轉發下爆紅，成為他第一首破百萬觀看的作品。
2021年4月23日，王泰翔發起了一個名為【PROJECT14】的企劃。該企劃的宗旨是每14天發佈一首作品，當中七天製作音樂，其餘七天製作MV。

## 音樂作品

### 單曲
| 推出日期      | 曲目                      | 作曲                       | 填詞                       | 編曲         | 製作人 | 備註                           |
| 2020年6月19日 | 莊敬肄業喇幹!!!           | 2ØØØ                       | 2ØØØ                       | Red William  | 2ØØØ   | Feat. Akaishix/Red William     |
| 2020年8月12日 | 分手之後                  | 2ØØØ、金宏聖               | 2ØØØ、金宏聖               | 2ØØØ         | 2ØØØ   | Feat. RedcolorG                |
| 2021年2月9日  | 藉口の歌 Excuse           | 2ØØØ                       | 2ØØØ                       | 潘偉凡       | 潘偉凡 | Feat. 阿明桑                   |
| 2021年4月23日 | 血玫瑰 Rose               | 2000                       | 2000                       | 2000         | 潘偉凡 | 【PROJECT14】 No.1             |
| 2021年5月8日  | 我不是個孬種 Not a coward | 2000、Lil Zu               | 2000、Lil Zu               | 潘偉凡       | 李杰珉 | 【PROJECT14】No.2 Feat. Lil Zu |
| 2021年8月11日 | 大嘻哈們 the RAPPERS      | 2000、曾詠翔、878音樂家、V | 2000、曾詠翔、878音樂家、V | 2000、潘偉凡 | 2000   | 【PROJECT14】 No.3             |

### 合作歌曲
| 推出日期      | 曲目       | 發表歌手 | 專輯 | 參與部分                     | 備註                          |
| 2022年1月28日 | 人肉真好吃 | 謝和弦   | 哈們 | 作曲、填詞（均與謝和弦合寫） | 2023年11月6日為音樂錄音帶首播 |

### 參與製作
| 推出日期      | 曲目              | 發表歌手  | 專輯   | 參與部分                 | 備註 |
| 2023年4月11日 | 撕掉標籤 I’MA TOP | 夏菈 LALA | 不適用 | 作曲（與白羊合寫）、填詞 |      |

## 外部連結
- 2000 twothousandxx的Facebook專頁
- 2000 twothousandxx的Instagram帳戶
- YouTube上的2000twothousandxx頻道
- 2000 twothousandxx的街聲Street Voice帳戶 （页面存档备份，存于）